# Sitio de Puebla (1847)
El sitio de Puebla fue el ataque realizado por la guerrilla mexicana a la guarnición dejada por el general Winfield Scott mientras este tomaba la Ciudad de México. El fallido sitio al cuartel estadounidense duraría 28 días, del 13 de septiembre al 12 de octubre de 1847. 
Santa Anna planeaba cortar la línea de comunicaciones estadounidense, lo que los dejaría vulnerables en la capital. Antes del ataque, dividió su ejército de 8000 hombres mandando 4000 a Querétaro junto con los representantes del gobierno, lo que le resto mucha fuerza a la ofensiva. Su ejército contaba solo con 4 piezas de artillería de pequeño calibre.

## Antecedentes
El general Winfield Scott tenía una serie de guarniciones ubicadas a lo largo de la ruta de Veracruz a la Ciudad de México para proteger sus líneas de suministro. Uno de estos cuarteles fue puesto en la ciudad de Puebla, a aproximadamente dos tercios de distancia de la Ciudad de México a la costa. La guarnición se encontraba comandada por el teniente coronel Thomas Childs, aunque este actuaba como coronel "brevet" (temporal). Childs contaba con 500 soldados para la defensa de la ciudad. Después de la caída de la Ciudad de México, el general Antonio López de Santa Anna renunció a su presidencia y se unió a comandar sus fuerzas, utilizando la mitad de ellas con el fin de tratar de retomar Puebla. El general Joaquín Rea comandaba la guerrilla mexicana a los alrededores de la ciudad.

## Sitio
El 14 de septiembre de 1847, que era el mismo día en que cayó la Ciudad de México en manos estadounidenses, el general Rea organizó sus fuerzas y comenzó el asedio. Las fuerzas estadounidenses poseían tres puntos importantes dentro y cerca de la ciudad: un convento, el Fuerte de Loreto y la ciudadela de San José. Los mexicanos se habían llevado la mayor parte de los víveres del lugar, sin embargo Thomas Childs logró ahorrar lo suficiente como para evitar la hambruna entre sus tropas. Rea exigió la rendición de la guarnición el 16 de septiembre, pero Childs se negó a capitular la plaza. Rea atacó San José, pero este fue rechazado. Santa Anna llegó a Puebla el 22 de septiembre y pidió oficialmente la entrega de la plaza por Childs. Una vez más Childs se negó a entregar la plaza. Las fuerzas mexicanas intentaron asaltar el convento, sin embargo de nueva cuenta fueron rechazados. 
El 28 de septiembre una columna estadounidense que entró en las calles centrales de la ciudad para saquear víveres fue rechazada por los guerrilleros de Rea.
A finales de septiembre, Santa Anna partió con poco menos de la mitad de las fuerzas del asedio y se dirigió hacia el este para afrontar la llegada de refuerzos de Veracruz. Con las fuerzas mexicanas ya reducidas, los estadounidenses aprovecharon la oportunidad y atacaron los campamentos mexicanos.

## Consecuencias

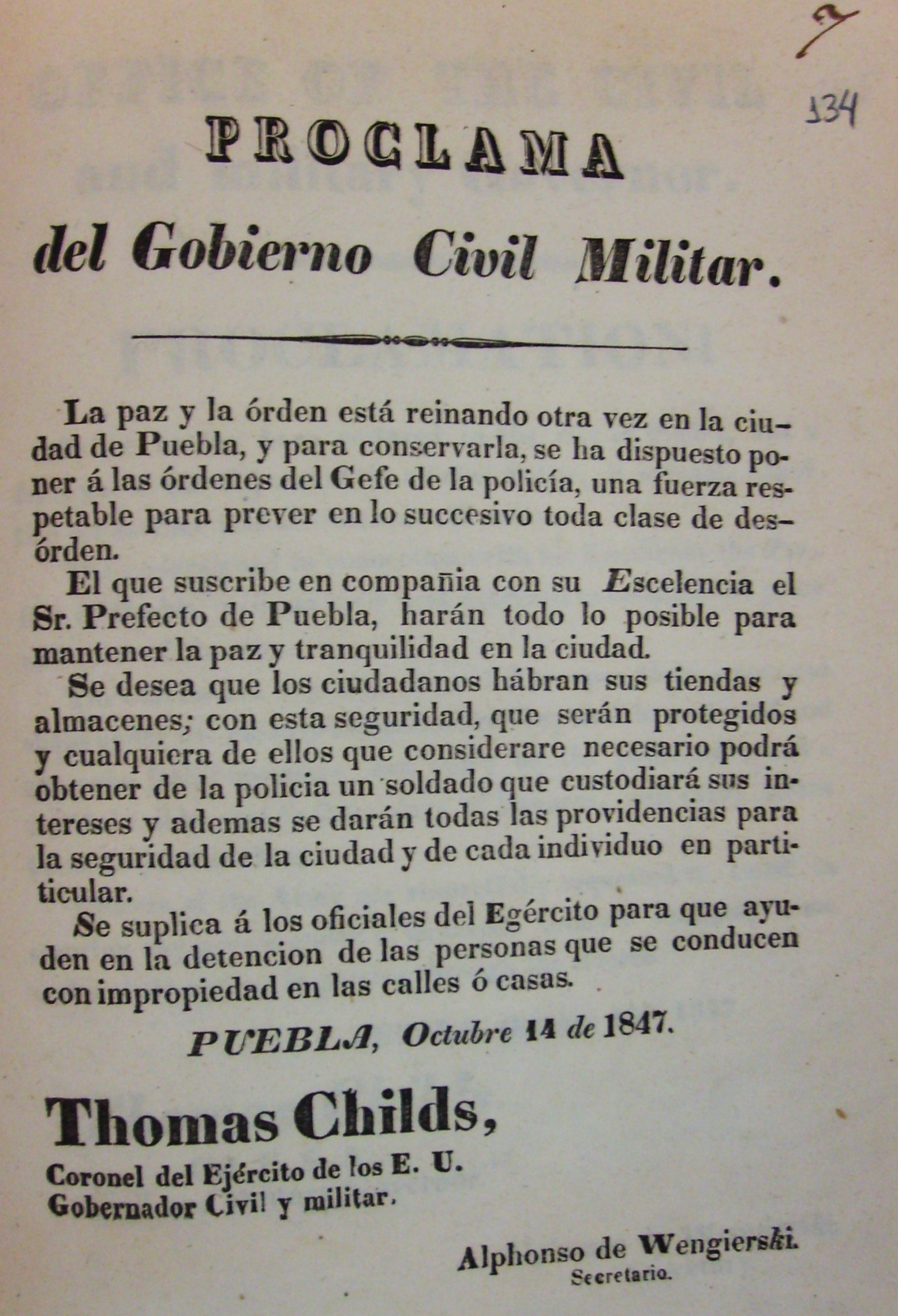
Proclama de Thomas Childs en Puebla antes del sitio a la ciudad.

El sitio fue la última amenaza significativa para las fuerzas estadounidenses en el centro de México. A pesar de que incursiones guerrilleras continuaron, el gobierno mexicano no contaba con los recursos para seguir con la guerra desde distintos puntos. El general Joseph Lane siguió dirigiendo campañas de operaciones con el fin de terminar con los ataques guerrilleros en contra de los soldados estadounidenses durante 1847 y 1848.